# Balanites roxburghii
Balanites roxburghii es un árbol espinoso de hoja perenne de la familia Zygophyllaceae.  Es común en las abiertas llanuras  de arena de la península de la India, Rajastán occidental, al oeste de Bengala, Maharashtra y de las partes más secas de la India.

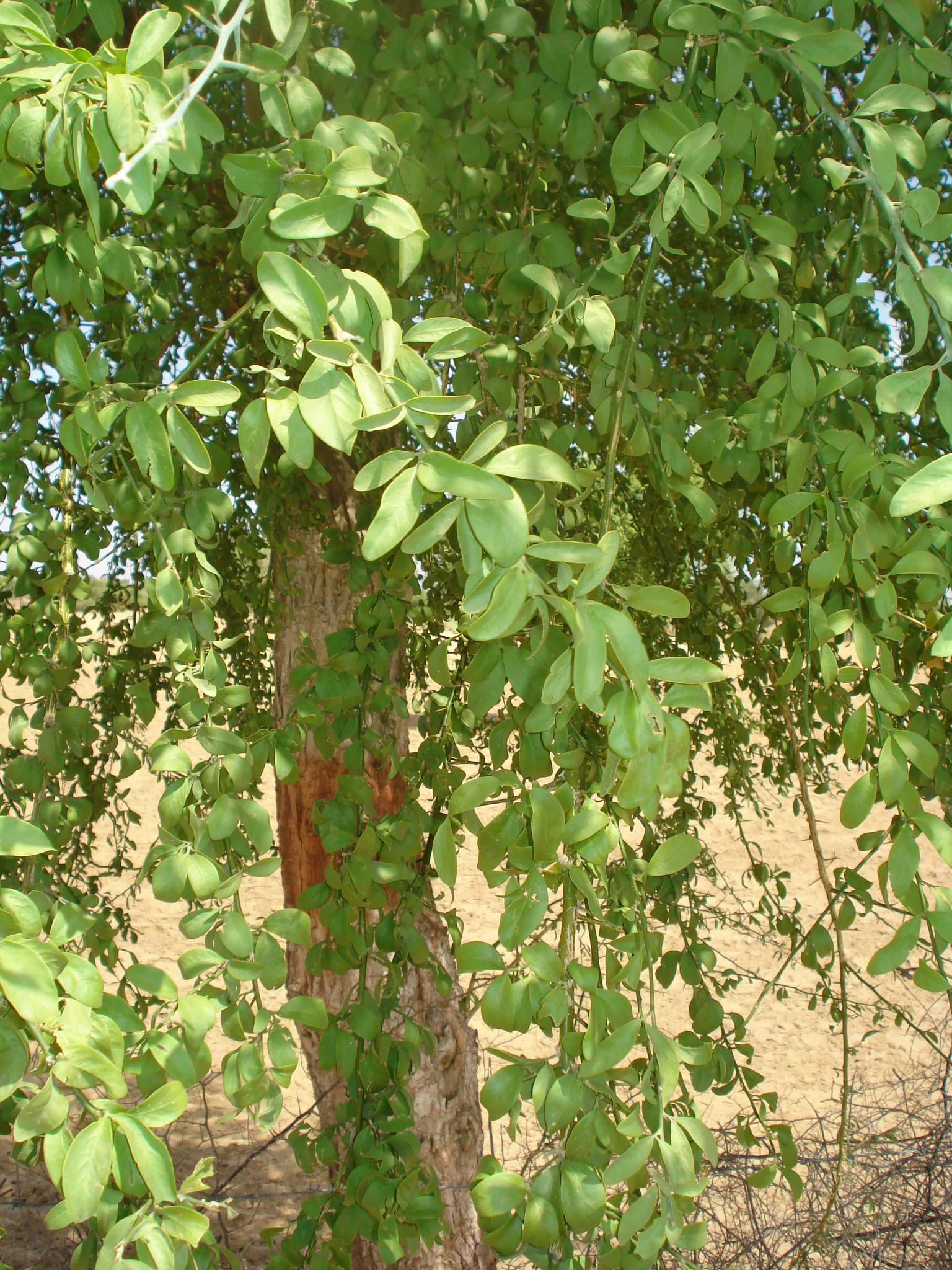
Balanites roxburghii

## Usos
La corteza, las semillas de la fruta, las hojas del árbol y el aceite de las semillas son de valor medicinal.
Balanites roxburghii es una hierba medicinal que se encuentra en Bengala, en las partes más secas de la India y Birmania. 
En Ayurveda, la fruta tiene un sabor amargo fuerte, digestible, alterativo, vermífugo, analgésico y en la Medicina Unani  para el tratamiento de enfermedades de la piel, en la medicina popular para el tratamiento de la ictericia en Sudán, en la medicina popular egipcia, los frutos de Balanites (después de la eliminación de los apocarpos) se utilizan comúnmente como un medicamento antidiabético oral, en el África tropical como veneno para peces.
Se informó que poseen propiedades moduladoras inmunitarias, actividades antiinflamatoria y antioxidante, la acción hipocolesterolemiante, un extracto acuoso de la mesocarpio de los frutos de Balanites se informó que exhiben una actividad antidiabética en  ratones diabéticos inducidos.

## En Mahabharata
Shalya Parva, Mahábharata Libro IX Capítulo 36 Sloka 58 menciona la biodiversidad del río Sarasvati (Sapta-Saraswat).  Es una de las especies que se encuentran a lo largo de las orillas del río Sarasvati.

## Taxonomía
Balanites roxburghii fue descrita por Jules Emile Planchon y publicado en Ann. Sci. Nat., Bot. sér. 4, 2: 258, t. 2. 1854
Sinonimia
- Agialid roxburghii (Planch.) Kuntze
- Balanites aegyptiaca var. indica Voigt
- Balanites aegyptiaca var. roxburghii (Planch.) Duthie
- Balanites indica Tiegh.
- Balanites jacquemontii Tiegh.
- Balanites rigida Royle ex B.D.Jacks.
- Coccocypselum herbaceum Royle[3]